# Gmina Bogovë
Gmina Bogovë (alb. Komuna Bogovë) – gmina położona w środkowej części Albanii. Administracyjnie należy do okręgu Skrapar w obwodzie Berat. W 2011 roku populacja gminy wynosiła 1098, 528 kobiet oraz 570 mężczyzn, z czego Albańczycy stanowili 97,52% mieszkańców. Od południowego zachodu graniczy z gminą Vendreshë, granica przebiega wzdłuż nurtu rzeki Osum.
W skład gminy wchodzi dziewięć miejscowości: Bargullasi, Bogova, Dobruzha, Jaupas, Kakruka, Nishova, Nova, Përparimi, Selan.